# Fardis (Verwaltungsbezirk)
Fardis (persisch شهرستان فردیس) ist ein Schahrestan in der Provinz Alborz im Iran. Er enthält die Stadt Fardis, welche die Hauptstadt des Verwaltungsbezirks ist.

## Demografie
Bei der Volkszählung 2016 betrug die Einwohnerzahl des Schahrestan 271.829. Die Alphabetisierung lag bei 93 Prozent der Bevölkerung. Knapp 90 Prozent der Bevölkerung lebten in urbanen Regionen.
| Zensusjahr | Einwohnerzahl |
| ---------- | ------------- |
| 2011       | 235.000       |
| 2016       | 271.829       |